# Paramuricea hawaiiensis
Paramuricea hawaiiensis is een zachte koraalsoort uit de familie Plexauridae. De koraalsoort komt uit het geslacht Paramuricea. Paramuricea hawaiiensis werd in 1908 voor het eerst wetenschappelijk beschreven door Nutting. 